# Pamfýlie

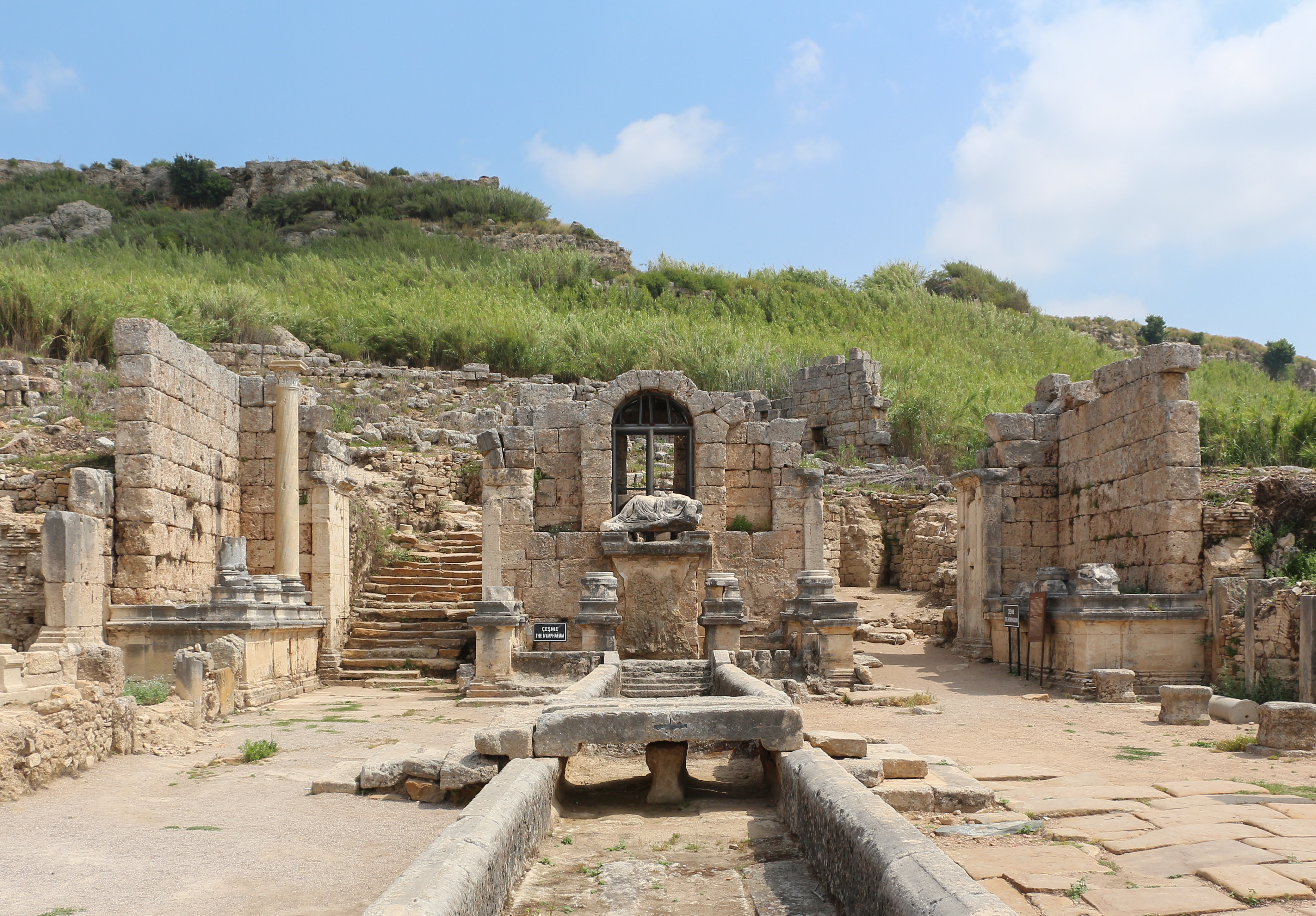
Ruiny města Perga

Pamfýlie (řecky Παμφυλία) byl v antice region ve středu jižního pobřeží Malé Asie, zhruba mezi dnešní Antalyí a Alanyí, ze severu ohraničený pohořím Taurus. Na západě sousedila s Lýkií, na severu s Pisidií a na východě s Kilíkií. V římské době tvořila součást provincie Lycia et Pamphylia. Hlavním městem bylo Sidé založené kolem 8. století př. n. l. aiolskými kolonisty z maloasijské Kýmy. Dále sem spadala města Thermessos, Perge, Aspendos a další.